# موضع گرفتن در باتون‌روژ

موضع گرفتن در باتون‌روژ عکس از جاناتان باچمن

موضع گرفتن در باتون‌روژ (به انگلیسی: Taking a Stand in Baton Rouge)،
عکسی از یک زن آمریکایی به نام آيشیا اِوَنْز است که ژوئیه ۲۰۱۶ توسط افسران پلیس ملبس به لباس ضدشورش در طی تظاهراتی در باتون‌روژ، لوئیزیانا دستگیر شد. تظاهرات پس از اینکه آلتون استرلینگ و فیلاندو کستایل توسط پلیس مورد اصابت گلوله قرار گرفتند شروع شد. این عکس که توسط جاناتان باچمن برای رویتر گرفته شده است، در رسانه‌های اجتماعی به سرعت پخش شد و توسط چندین سازمان رسانه‌ای به عنوان عکس به یاد ماندنی توصیف شده و عده‌ای آن (و اِوَنْز) را با عکس مرد تانکی که در کشتار میدان تیانانمن گرفته شده بود مقایسه کردند.